# Riksintag
Riksintag eller riksrekryterande är beteckningar för utbildningar på gymnasienivå, dit man får söka oavsett var i landet man bor. Det kan bland annat handla om högt specialiserade program (till exempel musik- eller idrottsgymnasier), eller inriktningar där regeringen beslutat om riksintag för att man vill bevara gamla hantverksyrken eller för att det finns ett nationellt behov (t.ex. Sjöfartsutbildningen).